# Vasili Golovnín

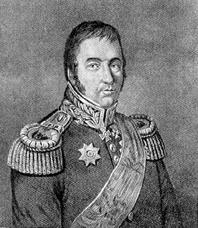
Vasili Mijáilovich Golovnín (1776-1831)

Vasili Mijáilovich Golovnín (en ruso: Васи́лий Миха́йлович Головни́н; Gulynki, óblast de Riazán, 19 de abril de 1776 - San Petersburgo, 11 de julio de 1831) fue un navegante y vicealmirante ruso, miembro correspondiente de la Academia de Ciencias de Rusia (1818), y recordado por haber participado en dos viajes de circunnavegación (1806-1813 y 1817-1819) y por sus reconocimientos hidrográficos en Kamchatka, las islas Kuriles y la costa del Pacífico de Norteamérica.

## Biografía

### Primeros años
Vasili Golovnín nació en abril de 1776, en el pueblo de Gulynki (ahora óblast de Riazán), en la finca de su padre. Tanto su padre como su abuelo habían servido en el ejército ruso como oficiales en el elitista Regimiento Preobrazhenski. Golovnín apareció a continuar con la tradición familiar, pero su padre murió cuando él era todavía un niño, y a la edad de doce años ingresó en la Escuela Naval de Rusia como cadete. Se graduó cuatro años después, en 1792.
Golovnín entró en servicio activo como guardiamarina en mayo y junio de 1790, participando en varias batallas navales contra los suecos. Luego sirvió en varias campañas en el exterior entre 1793 y 1798. Entre 1798 y 1800 se desempeñó como ayudante e intérprete del vicealmirante M. K. Makárov, jefe de una escuadra rusa que operaba conjuntamente con la flota británica en el mar del Norte.
Por orden del zar Alejandro I, Golovnín fue enviado, junto con otros oficiales rusos, para formarse mejor a bordo de los barcos británicos. Sirvió tres años (1802-1805) con la flota británica al mando de los almirantes Nelson, Collingwood y Cornwallis. Durante ese período se declaró una vez más la guerra entre británicos y franceses, y Golovnín vio la acción durante su servicio al mando del almirante Nelson.
Regresó a Rusia en 1806, y comenzó a compilar un código de señales navales basadas en el patrón inglés, código que fue usado por la flota rusa durante más de veinte años.

### El viaje delDiana
A Golovnín se le dio el mando de la corbeta Diana en 1806, e hizo su primer viaje alrededor del mundo (1807-1809), con el objeto de llevar a cabo un reconocimiento en el Pacífico Norte y transportar suministros al puerto de Ojotsk. El Diana zarpó del puerto de Kronstadt, en el mar Báltico, el 7 de julio de 1807. En abril de 1808, una fuerte tormenta impidió al Diana navegar alrededor del cabo de Hornos y Golovnín decidió zarpar hacia el cabo de Buena Esperanza, en Sudáfrica, para reabastecer la nave de suministros. Ancló en el cercano puerto de Simon's Town el 3 de mayo de 1808. Golovnín, después de haber estado en el mar durante diez meses, no estaba al tanto de que las relaciones entre Rusia y Gran Bretaña se habían deteriorado y que Rusia se había aliado con los franceses. El Diana fue detenido de inmediato como nave enemiga por un escuadrón naval británico, a la espera de recibir instrucciones apropiadas de Londres. Golovnín y su tripulación pasaron más de un año detenidos a bordo del Diana en Simon's Town en espera de una decisión de las autoridades británicas. Cuando cada vez era más evidente que tal decisión no llegaría nunca, Golovnín comenzó a planear su escapada. El 28 de mayo de 1809 se presentaron las condiciones perfectas: buen viento y poca visibilidad. La tripulación cortó los cables de anclaje y logró navegar con éxito fuera de la bahía, pasando directamente delante de varios buques de guerra británicos. Cuando los británicos descubrieron que habían escapado partieron en su persecución, pero no pudieron superar al Diana, que navegó con seguridad hasta Kamchatka. Las noticias de la audaz escapada del Diana se extendieron rápidamente por todo el mundo.
En 1819, Golovnín publicó un relato de su viaje, detención y fuga, titulado Viaje de la corbeta del emperador ruso 'Diana de Kronstadt a Kamchatka.
Golovnín dejó Kamchatka en 1810, navegando a la isla de Baranof, una isla costera de Norteamérica en la que la Compañía ruso-americana recientemente había establecido un puesto de avanzada.

### Cautiverio en Japón
En 1811, Golovnín describió y cartografió las islas Kuriles, desde el estrecho de la Esperanza hasta las costas orientales de la isla Iturup (Etorofu, en japonés). Mientras exploraba la isla de Kunashir, Golovnín fue atraído a tierra y hecho prisionero, acusado de violar la Sakoku (una política japonesa que prohibía a los extranjeros entrar en Japón). Fue mantenido en cautiverio durante dos años por los japoneses en la isla de Hokkaido. De Golovnín se decía que poseía una «educación elevada y fascinación por las culturas extranjeras». Después de un intento fallido de escapar de sus captores, Golovnín decidió utilizar su tiempo para dominar el idioma japonés y familiarizarse con la cultura japonesa y sus tradiciones.
Golovnín fue liberado en 1813, regresando a Rusia, y publicando un relato de sus años de cautiverio. Su libro, Cautiverio en Japón durante los años 1811, 1812, 1813, se convirtió instantáneamente en un clásico. Fue aclamado en Rusia como un volumen autorizado sobre la cultura japonesa y ayudó a formar a toda una generación rusa sobre Japón. Golovnín respetaba claramente a los japoneses, presentándolos «como inteligentes, patriotas y dignos rivales» de los rusos en el Pacífico.

### La vuelta al mundo en elKamchatka(1817-1819)
En 1817, Golovnín emprendió un segundo viaje alrededor del mundo a bordo de la fragata Kamchatka Sirviendo a sus órdenes iban tres futuros exploradores rusos de importancia: Fiódor Litke, Fiódor Matyushkin y Ferdinand von Wrangel. El objetivo era entregar suministros en Kamchatka y reconocer las islas aún inexploradas a lo largo de lo que hoy es la costa noroeste de Alaska. Golovnín también se encargó de compilar un informe en el que detallaba las relaciones entre los isleños de isla Kodiak y los empleados de la Compañía ruso-americana.
Después de regresar a Rusia en septiembre de 1819, Golovnín publicó Alrededor del mundo en el Kamchatka, describiendo su viaje y sus encuentros con los nativos kodiak y de las islas Sandwich. Aunque el viaje había «logrado poco en forma de nuevos descubrimientos», Golovnín regresó con «un vasto almacén de información científica y astronómica» para compartir con los científicos rusos.

### Últimos años y muerte

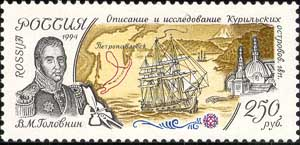
Golovnín en un sello postal ruso

En 1821, Golovnín fue nombrado subdirector de la Escuela Naval de Rusia y más tarde, en 1823, General de Intendencia de la Flota. Administrador de talento, Golovnín gestionó con éxito las actividades de construcción naval, comisaría y los departamentos de artillería. Bajo su supervisión, se construyeron más de 200 barcos, incluyendo el primero barco de vapor ruso. Golovnín también sirvió como mentor de numerosos navegantes rusos, entre ellos los ya mencionados Fiódor Litke y Ferdinand von Wrangel.
Golovnín murió durante una epidemia de cólera que azotó a la ciudad de San Petersburgo en 1831.

## Legado y honores
El pueblo de Golovin, en Alaska, el cabo Golovnín, así como la bahía Golovnín y el lagoon Golovnín, honran su memoria. Otros puntos de interés que llevan su nombre son un estrecho entre dos de las islas Kuriles, el volcán Golovnín en la isla de Kunashir y varios cabos en Nueva Zembla y en la Tierra de Francisco José. El cabo de Point Hope, en Alaska, también fue nombrada originalmente en su honor.
Las obras literarias de Golovnín detallan sus aventuras en el mar y en tierra permanecen notables debido a su «respeto por el detalle histórico... [su] capacidad crítica, habilidad literaria y viva curiosidad». Se le concedieron muchos honores en vida, incluyendo la Orden de San Vladimiro de segunda clase y la Orden de San Jorge de cuarta clase.

## Familia
Golovnín se casó con la hija de un terrateniente de Tver y oficial retirado del ejército, Evdokiya Stepánovna Lutkóvskaya (1795-1884). Los cuatro hermanos de Evdokiya sirvieron en la Armada rusa. Dos de ellos, Piotr y Feopemt Lutkovsky, llegaron a ser almirantes y consiguieron gran prominencia.
El almirante Feopemt Lutkovsky (1803-1852) sirvió a las órdenes de Golovnín durante su viaje a bordo del Kamchatka (1817-1819). Feopemt fue descrito como un "libre pensador" y según el testimonio de algunos implicados en la sublevación de los decembristas, estuvo en estrecha comunicación con varios miembros de su sociedad. Evitó el enjuiciamiento por traición a la patria debido a la intervención de Fiódor Litke. La hermana de Evdokiya, Ekaterina, también se casó con un oficial de la Armada, el contraalmirante Maksim Maksímovich Genning.
El hijo de Golovnín, Aleksandr Vasílievich Golovnín (1821-1886), en un principio siguió los pasos de su padre, sirviendo en la Armada rusa. Amigo cercano y socio del Gran Duque Constantino Nikoláievich, Aleksandr se retiró de la Armada, y se desempeñó como Ministro de Educación (1861-66) bajo el zar Alejandro II. Además de su trabajo como oficial de la marina y burócrata, Aleksandr se desempeñó como director de la revista Morskói Sbórnik y participó activamente en el zemstvo. Alejandro fue quien conservó, recogió y finalmente publicó las obras de su padre bajo el título de Obras y Traducciones ('Sochinéniia i Perevody).

## Ficción
- Vasili Golovnín hace una aparición en la novela de Patrick O'Brian The Mauritius Command.